# ピューと吹く!ジャガー
『ピューと吹く!ジャガー』（ピューとふく ジャガー）は、うすた京介による日本の漫画作品。

## 概要
謎の「笛吹き男」・ジャガージュン市と、奇妙で癖のあるガリクソンプロダクションふえ科の生徒たちを中心に展開されるギャグ漫画。『週刊少年ジャンプ』（集英社）において、2000年から2010年まで連載された。全435話（連載話数の単位は「第○笛」）。2010年12月時点で単行本累計発行部数は850万部を記録している。

## 作風
- 連載初期はうすたの前々作『セクシーコマンドー外伝 すごいよ!!マサルさん』のように、主人公の不条理な言動を内容の中心としていたが、回を重ねるごとに人の嫌な部分や痛々しい部分を掘り出して笑いの題材にすることが増えていった。駄目な人間特有の「人格的欠点を屁理屈で正当化する滑稽さ」を強調することで笑いにしており、主要人物のハマーのような「現実にいそうな駄目な人間」が頻出する。
- 時折、ギャグの一つとして「カリスマ整体師 あおすじ吾郎」「見聞きする!マス太郎」「ちょいワルウルトラのじじい」など、本編と無関係な劇中作が唐突に掲載される。絵柄や展開をわざと支離滅裂にし、スクリーントーンも貼らないことも多い。これが数話続くこともある。
- 登場人物が、心理的な衝撃を受けたり、「ボケ」に対して「ツッコミ」をいれる際の効果音として、作者の過去作品である『セクシーコマンドー外伝 すごいよ!!マサルさん』『武士沢レシーブ』同様、「ガビーン」が頻繁に使われる。また『マサル』でも頻繁に登場した、作者独特のセンスによる詩や歌詞も健在である。
- 黙砂里（もっさり）市という架空の町が舞台となっているが、国立駅やふれあい橋（高幡不動駅近くの浅川に架かる橋）、また多摩川や多摩動物公園などをモデルとした場所も登場する。実在する都市名を当て字でアレンジした地名が劇中多々出てくる（例：凍狂〈東京〉、苦魔元〈熊本〉など）。

### 巻末掲載
通常は『ジャンプ』の巻末に掲載され、ページ数も7ページと他の連載より少ない。また、アンケート結果に掲載が左右されないという特権を持ち、新聞でいう四コマ漫画のような位置づけになっていた。
連載初期はオール2色カラーで連載していたが、後に白黒化。周回・周年記念の際にはオール2色カラーとなった回もある。
第15笛で巻頭カラーを飾ったのが初のカラー原稿。電子書籍では全巻・全話フルカラー化されたバージョンも販売されている。

## あらすじ
ギタリスト志望の青年・酒留清彦は、就職も大学進学も蹴り、さまざまな芸能プロダクションや養成所に応募する中で、ひょんなことから謎の笛吹き男・ジャガージュン市と知り合ってしまう。
そして「ピヨ彦」というあだ名を勝手に付けられたばかりか、行く先々でことごとく無理やりなシチュエーションで笛を吹かせようとするジャガーの妨害を受け、オーディションに落ちる日々が続いた。
最終的にピヨ彦は芸能事務所兼専門学校「ガリクソンプロダクション（通称ガリプロ）」に入校することになったが、それとまったく同時にジャガーもガリプロに入り、ジャガーとピヨ彦は寮の同部屋に住むこととなる。さらにジャガーはガリプロに「ふえ科」を創り講師に就任、ギタリストを夢見ていたピヨ彦も強引にふえ科に入れられてしまった。
ふえ科の生徒は最初、ピヨ彦だけであったが、やがて「ヒップホップ術」を使う忍者・ハマーや、普段は地味ながらキレると奇行に走る少女・白川高菜などが加わり、さらにはロボットのハミデントや音楽による世界征服を企む悪の秘密結社「そふとくり〜む」も出現。ピヨ彦の日常は急速に混沌を増していく。

## 登場人物
声→ドラマCD・ゲームソフト・アニメ版、または実写映画版の作中に登場するFLASHアニメの担当声優。演→実写映画版でのキャスト。

### ふえ科メンバー
ジャガージュン市（ジャガー ジュンいち）
声 - 藤原啓治・FROGMAN（実写映画）、演 - 要潤
物語の主人公。通称ジャガー（またはジャガーさん）。常に逆立った赤毛と瞑った目が特徴。いつも笛の穴の形に穴が開いた服とマフラーを着用している。普段の一人称は「オレ」だが、自分の過去を語る時などはたまに「ボク」になる。
ガリプロに無理やり発足させたふえ科の講師であるが授業をすることは基本的になく、いつも教室で寝たり、ハマーと「木下」という謎の遊びをしたりして暇を潰している。だが、そのくせ生徒数が少ないのを気にすることもある。
笛の演奏技術は驚異的で、曲の情景を鮮明なイメージとして体感させたり、エレキギターの音色や和音、さらにはたてぶえマンというものを出すことまでできる。ギターの腕前もピヨ彦を上回り、笛と同様の表現を見せることが可能。またハマーのデビューシングルの作詞を担当した際には20万枚の大ヒットを飛ばすなど、マルチな才能を見せる。
性格は傍若無人で、常に周囲を振り回している。だが天性の魅力があり、交友関係はヤクザからロボット、音楽プロデューサー、悪の組織に至るまで非常に幅広い。しかし、一癖ある妙にマニアックな人々ばかりで、まともな友人はむしろ少ない方。
ハマーのようなダメ人間を見下して笑うのが大好きだが、自分より立場が上と判断した相手には卑屈になったり愚痴を吐いたりする。一見弱点はないように見えるが、幼少期のトラウマから歯医者が大の苦手。
ピヨ彦をギターから笛に転向させることに熱心であり、隙を見ては小細工を仕掛けて笛を吹かせようとする。
幼少の記憶があまり無いが、そふとくり〜むで育てられた模様。音楽に関する数々の特殊技能も、そふとくり〜むの教育によるものとされている。組織の解体後は間池留に引き取られた。
酒留清彦（さけとめ きよひこ）
声 - 金丸淳一・FROGMAN（実写映画）、演 - 大村学
通称ピヨ彦。初登場時17歳。ギタリストを夢見て上京するも、ジャガーと出会ってからやがて振り回され始める。
最終的にガリプロに内定し、寮で生活することになったものの、セガールの個人的事情からジャガーと相部屋を組まれ、校内でもジャガーが発足させたふえ科に強引に所属させられた。ふえ科では主に漫画を読んでいるが、ギターの腕前は上達していっているようである。
たて笛職人兼珍笛職人の息子で、幼少の頃はそれほど笛を嫌ってはいなかったが、とあるトラウマにより笛と決別。珍笛の珍奇さに対する感性は天性のものと勘違いされ、ジャガーと父から勝手に珍笛界の未来を託されてしまう。
本編終了後、仕方なく珍笛を作ったところそれが評価され、その嬉しさから次々新作を発表し、珍笛界の第一人者と呼ばれるようになる。
基本的には純朴な好青年だが、ジャガーに乗せられて破天荒な行動を取ることも多く、その際には意外な才能を発揮する場合もある。
一人でいる時、テンションが高くなるタイプ。
浜渡浩満（はまわたり ひろみつ）
声 - 小西克幸、演 - 小木博明
通称ハマー。名前の漢字すべてにさんずいが含まれている。1975年6月6日生まれで、初登場時26歳。一人称は「拙者」。口癖は「YO」「…でござる」「○○殿」。忍者風の頭巾と面当て、黒のダウンジャケットをいつも身につけている。
特技は縄抜け、ピッキング、古雑誌を上手に縛ること、そして言い訳と土下座。可愛らしい女性を観察することを好む変態じみた性癖の持ち主でもあり、女性と絡む度に酷い目に遭う。
元はガリプロのヒップホップ術科講師だったが、ジャガーと出会い、講師を辞めてふえ科に参入。その後、大物音楽プロデューサー・つん子の目に留まり「浜〜」として「なんかのさなぎ」でCDデビューを果たす。これがヒットして時の人となるが、自分で作詞・作曲した2ndシングル「サクセスしたけりゃ黙って俺についてこい!そう、俺がハマーだ!」が全く売れず、事実上クビにされて無職に戻った。それ以来、連載が進むにつれて人格面での欠点が強調されるようになり、ふえ科全員はもちろんビリーなどの例外を除くほとんどの登場人物に見下され、問題を起こして警察に連行されることも増える。
少年時代は優秀な学校に通うエリートであったが徐々に落ちぶれ、高校受験を一浪して「アレクサンダー流忍者学園」に進学した。そのため分身の術などさまざまな忍術（古流武術とも呼ぶ）を使えるものの、性格の変化に伴ってどんどん能力が低下、最終的に絡んだ不良が申し訳なく思ってしまうほどにまで至った。ピヨ彦曰く「黙っていればカッコイイ男」。
各所で敵を作ってばかりに見えるがビューティ田村とは少しずつだが良い雰囲気になりつつあり、本人たちは頑なに否定しているが周りはそのまま結婚するだろうと見ているらしい。
ガリ寮の屋根裏部屋に暮らしているが、その部屋にはベッドやエアコンがあり、ジャガーとピヨ彦の部屋よりも内装が豪華。夜の9時に寝て昼の2時半に起きるような不規則な生活を送っているが、作者の生活よりは健康的だとされる。
白川高菜（しらかわ たかな）
声 - 笠木泉、演 - 高橋真唯
アイドル科に所属しているが、ふえ科に居ついている女の子。初登場時18歳。
極度のあがり症で、人に話し掛けられると恥ずかしさをごまかすため、相手を罵ったり殴りつけたりする。それがガリプロの社長・増岡に気に入られ、テレビCMやドラマに出演したが、本人の暴走のためいずれも放送禁止となった。
引きこもりがちで、ネットサーフィンとルアー作りが趣味。また、バス釣りはプロ級の腕前。
「チムリー」「夢〜眠（む〜みん）」など48のハンドルネームを持ち、ネットアイドルとしても活動しているが知名度は低い。後に「かわいすぎるルアー職人」として有名になる。
当初はジャガーに対して気があるかのようなそぶりを見せていたが、連載が進むにつれてうやむやになった。
名前は、阿蘇山を水源に熊本を流れる白川と、阿蘇の名物の一つである高菜に由来する。
高幡不動（たかはた ふどう）
声 - 田村慧
世界的に有名なリコーダーメーカーの社長の息子。初登場時19歳。AB型。作中ではサヤカに続いて誕生日を迎えた。
リコーダー奏者としての確かな技術と才能を持ち、有名な音楽大学に在籍していたが、ジャガーが出演した教育番組を見て衝撃を受け、一念発起して大学を辞めガリプロに入学。ジャガーを尊敬しているが、その崇拝ぶりのため逆に疎まれている。
どれだけ蔑ろにされても「自分が未熟なせいだから」と反省する生真面目な性格。しかしハマーのことだけは金目当てで先輩面して近づいていただけであることをとある一件で知って「お手本のようなクズ」と嫌っている。ピヨ彦によれば「とことん自分を追い込むタイプ」。
ふえ科では存在感がないため、本人がいない間に「しゃっく」というあだ名と、うろ覚えのイメージを作られた。しかし実は3か月に一回ほど演奏会を開くなどの活動をしており、ふえ科における存在感の無さとは裏腹に、社会的には一番注目されている。本編終了後もデビューアルバムを2万枚売り上げるなど活躍を続けており、有名になった後もふえ科メンバーには連絡をくれるらしい。
名前は、作者が上京して最初に住んだ場所が日野市の高幡不動だったことに由来する。

### サブキャラクター
ビリー
声 - うえだゆうじ
堅いリーゼントとサングラスが特徴の男。本名不明。「ビリーゼントアタック」という、リーゼントを叩きつける技を持つ。
ガリプロに所属し、ガリ寮に住んでいた。外見は一昔前の不良だが、心優しい一面もあり、眠都（ハミィ）を拾って育てていた。「パントマイム爆走研究会（略称：パン会）」という暴走族風の会に所属していたが、眠都のためにけじめをつけて脱退する。
公務員を目指しガリプロを辞め、一時期は恋人をつくるなど更生しかけていた。ところが、公務員試験に落ちて自暴自棄になり、悪徳業者の見習いになった。しかしハマーに叱責され、悪徳業者からは足を洗った。
再び公務員を目指すはずだったが、その後ハマーと漫才コンビを組んでお笑い芸人を目指すようになる。ビリーはツッコミ担当。しかし最終的にはそのツッコミ術を買われ、マッサージ師になる。
酒留父字郎（さけとめ ちちじろう） / ハメ字郎
声 - うえだゆうじ
ピヨ彦の父で笛職人。ジャガーからは「ハメ字郎」と呼ばれている。かつて笛業界で名工と呼ばれていたが、「ひずみ」シリーズなどの珍笛制作販売により凄まじい非難を浴びる。しかしごく一部で人気を博し、「笛界のパブロ・ピカソ」と称されるカリスマとなった。
長らく会社員との二束のわらじであったが、自身の作品のファンであるジャガーとの出会いをきっかけに退職し、笛職人として珍笛専門店「ピヨひこ堂」を経営している。しかし一月に来店する客の数は一桁で、主にネット通販で生活費を稼いでいる。
酒留母江（さけとめ ははえ）
ピヨ彦の母。あまり登場しない。夫・父字郎の奇行を文句一つつけずに見守る。
夢ノ森眠都（ゆめのもり みんと） / ハミデント・眠都/ハミィ
声 - 持山優美（ドラマCD）、熊田幸（アニメDVD）、平野綾（劇場版）
ビリーが所有していたロボット。「あやしいロボット研究所」なる場所で生まれた。元はビリーの姉が300万円で購入してきたもの。飽きてゴミ捨て場に捨てられていたのを同情したビリーが拾った。その後ジャガーがクワガタ（ヒトクワガタ）と間違えて捕まえて来た。その時すでにビリーの姉によって「眠都」という名を貰っていたが、新たな「ご主人たま」と認識されたジャガーによって新たに「ハミデント（足の辺りに何かがはみ出していたことから）」という別名をつけられる。愛称は「ハミィ」。
攻撃力が高く、足の付け根からコードを出して電流を流したり、頭から機関砲を出し、殺傷能力を持つ光線を放したりすることができる。空を飛ぶことも可能。周囲の人間関係でランキング（ハミデントランキング）を作り、順位によって露骨に態度を変える。特にハマーのランキングはセロテープ以下で、犬猿の仲である。
現在は後述の七星みるくの家に居候中。みるくとは祖母と孫のような関係である。あやしいロボット研究所では「いい子ポイント」に応じて改造が行えるらしく、みるくとの生活でいい子になったことで、後に180cmのイケメンロボットになったらしい。
ビューティ田村（ビューティ たむら）
声 - 西村ちなみ
ギター科に所属している陰気な少女。ガリプロギタートーナメントでバイクにはねられながらも演奏し、観客の感動をさらったピヨ彦のやり方に便乗。しかし両肩を脱臼し演奏ができず不戦敗となる。ギターの腕前は謎。
そのことがきっかけでピヨ彦に恋心を抱き、様々なアプローチを仕掛けているが、全くうまくいっていない。なお、本人は可愛く振る舞っているつもりだが、顔や仕草がどうしても怖くなるため、ピヨ彦には恐怖感を抱かれている。同じくストーカーであるハマーとはいささか気が合い、ふたりきりの時はラブコメディのような雰囲気になる。
作者の故郷にある美容院が名前の由来。
山田サヤカ（やまだ サヤカ）
声 - 戸松遥
ピヨ彦が製作したと設定されている珍笛のファンでピヨ彦堂に入り浸っている音大生。リコーダーをやっている。一時期辛くて音楽を止めようと思っていたところ珍笛と出会いやる気を取り戻した。
頻繁に父字郎に代わりピヨひこ堂の店番を頼まれたりしており、後に従業員となる。最終的に店長となり店を切り盛りしているらしい。
ピヨ彦とハマーに好かれており、ピヨ彦とはバレンタインデーやホワイトデーにチョコレートの贈答をする仲になる。本人もピヨ彦に好意を持っており、ピヨ彦からプロポーズされるのを待っている。作中数少ない常識人ではあるが、少し抜けたところもある。お笑い好き。
誰に対しても分け隔てなく接する性格で、ハマーのことは異性としては相手にしてはいないものの、他の女性と異なり変態扱いはしていない。
苗字はコミックの空きページで適当に付けられた。作者のせいであまりおしゃれな服を着せてもらっていない。
七星みるく（ななほし みるく）
ガリ寮の隣に住む一人暮らしの老婆。「死んだふり健康法」を実践しているところをジャガーとピヨ彦に発見され、以降親しくなる。
後にハマーが育児放棄したハミィを預かる。なお「七星みるく」はジャガーが勝手に付けた名であり、本名ではないが、自ら「みるく」と言うことが多い。ハミィと同居するようになってからは体力と精神が若返って、腰の痛みも治り、ビリーを投げ飛ばして、大柄な悪徳業者と渡り合うといった強さも見せた。
立っているよりも座っている時間の方が長いため、足の筋肉がそちらの方に適応し、今では「座ってさえいればアスリート並み」と医者から太鼓判を押されるほどに成長している。おばあちゃんの知恵袋と呼ぶべき頭脳プレーを見せることもあり、それはジャガーによって「老婆知識袋（ろうばちしきたい）」と呼ばれている。
宇津久島福嗣（うつくしま ふくし） / 内海マークシティ / マーク
服仕舞（福島県）出身。ジャガーとピヨ彦の左隣の部屋に引っ越してきたためガリプロの生徒であるが、所属は不明。ふえ科ではない。何を聞かれても一言も話さないため、ピヨ彦を畏怖させた。
タツノオトシゴのようなペイントを顔の右側に施し、左側だけ剃り上げたような長髪という風貌。独特の存在感で、ロックバンド「真剣10代」を解散に追い込んだ。しかし地元にいる時は眼鏡をかけており、髪もかつらでその下は坊主頭。
訛りを恥ずかしがるあまり声が小さく、滑舌が悪い。ジャガーに名前を「内海マークシティ」と聞き間違えられて以来、ジャガーたちからはマークと呼ばれている。その後標準アクセントを勉強し、短い単語をつないで会話している。

### 「ジュライ」メンバー
保木渡流（ほぎ わたる） / ポギー
声 - 真殿光昭、演 - Yuruki
ビジュアル系人気ロックバンド「ジュライ」のベース兼作詞担当だったが、ジャガーとのポエム勝負に敗れて以来、なぜかジャガーに対抗心を燃やし徐々に道を踏み外していく。ジャガーと何度か関わるうちにさらにおかしくなり、次第にジャガーを尊敬するようになる。正体を隠し「レスラー仮面」のキャラクターでジャガーと例文作成対決などを行っていたが、ついにはバンドへの戻り方を考えているうちにジュライから脱退させられる。
ジュライ脱退後はガリクソン増岡にポエムを認められ、手品をしながら悲惨なポエムを読む「ポギー司郎」や、怪談を交えた演奏やポエムを披露する「保木井死郎」などといった奇妙なキャラクターで音楽活動を行い、昔の知り合いのつてで生活をしていた。
その後パブロフの脱退で路頭に迷いかけていたアニソン・スペツナズと和解し、ジュライに再加入。居酒屋「ラビリンス」を開業した。「ラビリンス」でも前衛的でかつ意味不明なパフォーマンスを披露しているが、一部のインテリ集団には大好評であるらしく、賞賛の的になっている。
しかし、再び人生に迷ってしまい、ジャガーに相談するものの、面白半分で「宇宙アイドル」と提案されたことを真に受けてしまい、宇宙飛行士になるべくNASAで訓練を開始するが、「閉所恐怖症」、「三半規管が弱い」、「そもそも宇宙に全く興味がない」という大きな壁にぶち当たる。そんな時「赤い連中」という名のイタズラ集団に宇宙食が話しかけてくるイタズラの映像を見せられ、宇宙食をアレンジしたスナック菓子「宇宙スナック」を思いつく。お菓子会社を立ち上げ開発した「宇宙スナック」はアメリカで大ヒットし、晴れて日本進出を決める。その時ジャガーに「笛ギター」でコマーシャルへの出演を要請。ジャガーはこれを快く引き受けるが、ジャガーの返答があっさりしていたため疑問を抱く。そして一人で勝手に悩んだ挙句にコマーシャルへの出演を断念。会社も辞職した。暗中模索の後、ある日レコード会社に依頼され普通に書いた楽曲を提供したところヒットする。その後も普通に書いた曲でヒットを続け、音楽プロデューサーとしての地位を築く。ただし、曲作りに気合いをいれてしまうと酷く難解なものになってしまうらしい。「絶対音感的なノリがある」と言われているらしいが、実際に絶対音感を持っているわけではない。
斎藤（さいとう） / スペツナズ
声 - 天田真人（ドラマCD）、小野和貴（アニメDVD）、演 - 武田裕光
ジュライのメインボーカル担当。アニソンとともに、修辞技法を駆使した回りくどい物言いを好む。結成時は顔が全く異なっており、メンバー同士で本名に「氏」を付けて呼び合う仲だった。
メンバーの中で彼だけが楽器を演奏できないことから、ポギーに代わって加入したパブロフのボーカルとしての台頭に強い危機感を抱いていた。
ポギーが居酒屋「ラビリンス」からいなくなった後も、同居酒屋をアニソンと共に経営している。
田尻（たじり） / アニソン
声 - 千葉一伸（ドラマCD）、松枝達矢（アニメDVD）
ジュライのギター担当。スペツナズ同様、結成時は顔やセンスがまったく違い、少し太っていた。
ポギーが居酒屋「ラビリンス」からいなくなった後も、同居酒屋をスペツナズと共に経営している。
パブロフ
声 - 志村知幸
ポギーの代わりにジュライへ加入したメンバー。パブロフの加入後ジュライは売り上げを大きく伸ばしたため、アニソンとスペツナズを犬のように扱っていた。その後、ジュライを脱退しソロデビューする。

### ガリクソンプロダクション関係者
三太夫セガール（さんだゆう セガール）
声 - 掛川裕彦、演 - なぎら健壱
ガリプロの職員。ピヨ彦がガリプロへの入学を考えていた際に巧みな話術によって彼を入学させることに成功した。しかしその直後ジャガーに声をかけた際、今度はジャガーの巧みな話術によって有利な条件でジャガーはガリプロに就職した。いつもジャガーの強引さに屈している。ジョン太夫セガールの父親。DVDの特典でも語られているが、なぎら健壱によく似ている。
ジョン太夫セガール（ジョンだゆう セガール）
声 - 長嶝高士
ガリプロの開運パワー研究科の講師で、三太夫セガールの息子。見た目は小太りの中年男性だが初登場時18歳。
意図的に不幸な状況を作り出すことで幸運になるという法則を利用した「ジョンダ流開運法」を実践している。結果的には不幸な目にあっているが、無理やり幸運があったと解釈して意地でも不幸を認めない。「インチキ」と呼ばれることを非常に嫌っており、興奮すると「ヒエーッ」と叫ぶ。しげみちとは不仲で、顔を合わせるたびに罵り合う。かるたの腕前はプロ級。
ガリクソン増岡（ガリクソン ますおか）
声 - 中田譲治
ガリプロ社長。言葉の一部がローマ字になる。アイドル科の授業に現れた際、緊張のあまり傍若無人な態度を取った上暴力を振るった高菜に魅せられ、以来高菜を芸能界デビューさせようと奮闘する。他人の演技には非常に厳しい威風堂々とした性格だが、高菜にぶん殴られてもいい笑顔を見せるなど実はドＭでもある。もみあげが栗のいがのような形になっており、高菜からは「栗山」などと呼ばれている。上戸矢こね子から大社長と言われたりと業界ではかなり地位の高い人物である。
乙女心ゆれ子（おとめごころ ゆれこ）
声 - 速水圭
ガリプロの清掃員。41歳。コスプレに命を懸けており、不真面目なプレイを行う者には激怒する。ショックを受けると『ガラスの仮面』のようなリアクションを取る。後に変装の技術を生かし、万引Gメンとして働く。
ハマー・ザ・グレート
ヒップホップ科（後に「HipHоp科」）の講師。ハマーと容姿がかぶっているがハマーと違い女性に人気がある。しかし、つん子には「普通にできる子はいらない」という理由で認められなかった。
ゴム美（ゴムみ）
ガリプロの食堂に勤めている。料理の腕は確かだが、幽霊のような容姿ゆえに客に恐れられ、食堂の売り上げが激減した。なお、「ゴム美」はジャガーが勝手に付けた名前であり本名は不明。
シューティングスター銀河（シューティングスター ぎんが）
ガリプロギター科に所属、ガリプロギタリストトーナメントNo.1決定戦出場者の一人。通称「エレキの貴公子」。長髪で胸元をはだけた服を着用している男性。大会時は練習での怪我をごまかすため包帯のような衣装で出場する。
貴美子 ア・ラ・モード（きみこ  ア・ラ・モード）
ギタリストトーナメント出場者。通称「エレキの帰国子女」。シューティングスター銀河をライバル視する。
MATAGI（マタギ）
ギタリストトーナメント出場者。通称「北海のコアファイター」。使用する方言がよく変わる。高校の時にバスケットボールの全国大会で2位の実績を残している。
ノーベル
ギタリストトーナメント出場者。通称「知識はすごい」。後にMATAGI、コンビ・ザ・シャツ、アレクサンドロシェフチェンコビッチ郎と共にサックス科を設立してリーダーとなるが、知識だけで技術はなかった。
トリオ・ザ・シャツ
ギタリストトーナメント出場者。通称「いっつもそろいのシャツ」。眼鏡をかけたAシャツ、パーマヘアーのBシャツ、紅一点のCシャツで構成されていたが、男女が三人集ったがゆえの複雑な事情によりAシャツが脱退して「コンビ・ザ・シャツ」となり、さらにその後CシャツがAシャツとよりを戻して脱退しBシャツのみの「ひとり・ザ・シャツ」となる。
アレクサンドロシェフチェンコビッチ郎（アレクサンドロシェフチェンコビッチろう）
ギタリストトーナメント出場者。通称「いっつもおんなじ服」。常に落書きのような下手な絵柄で描かれているが、周囲が手抜きな絵になると一人だけリアルな絵柄になる。
蒲焼三太郎（かばやき さんたろう）
ギタリストトーナメントでピヨ彦と最初に対戦した人物。衣装は派手だが礼儀正しく、ギターは普通だが、演奏の最後に「全員死ね！」と叫んだ。名前の由来は駄菓子の蒲焼さん太郎。
hide郎（ヒデろう）
ギタリストトーナメントでピヨ彦と決勝戦で対決。全裸にヘルメットというスタイルで登場し、激しく動きつつ股間を上手く隠して演奏する。
下皮（しもかわ）
ギタリストトーナメント前年度のNo.1。最後のNo.1決定戦でピヨ彦と対決。真面目なプロ並の演奏で、ネタに熱狂した観衆の目を覚まさせた。No.1決定戦でピヨ彦たちが警察に逮捕されたことから、ギタリストトーナメント二連覇を達成した模様。
上戸矢こね子（うえとや こねこ）
声 - 平野綾
ガリクソン増岡が経営する事務所所属の国民的アイドル。増岡に気に入られている高菜を意識するようになる。
縄沢和佐美（なわさわわさみ）
声 - 伊藤静
ガリプロアイドル科の生徒。ジョン太夫の「わらしべフラれ開運法」に巻き込まれる。
蒼木衣（あおき ころも）
ガリプロ声優科1年生の女の子。「私はフランツ帝国の王女キャサリンアルト」などと名乗ってピヨ彦たちの部屋にいきなり上がり込んできたが、その目的は見逃しそうになったマニアックなアニメを見るためだった。その後も、図書館でピヨ彦と同じ漫画を朗読しながら読んでいるなど、奇行を繰り返している。ジャガーとは結構気が合う。

### 元・ホテルリバーサイド研究所（通称「そふとくり〜む」）メンバー
ケミカルよしお
声 - 成田剣
そふとくり〜むからの刺客。通称「ケミお」。眼鏡をかけている。ざ行を「ズァ」行で発音する癖があり、語尾は「…ズェ」となる。ピアニカの使い手で、演奏によりイメージを具現化し「ピアニカマン」を出現させる（本人曰くピアニカマンはいわゆるスタンドみたいなものらしく、性質も酷似している）。ジャガーに敗れて組織による洗脳が解かれた後はガリ寮で暮らしている。
キングダム公平（キングダム こうへい）
声 - 青山桐子、演 - カルーセル麻紀
そふとくり〜むのリーダー。通称「キム公」。ドラムの使い手で、ドラムの音を聞かせるだけで人を思いのままに操ることができる能力を持つ。背が低く童顔で、頭に謎の切れ込みが入っている。だ行をら行で発音する。
悪に徹しきれない性格で正義感が強いが、細かいことを長々と語りがちなので疎まれている。高幡不動を誘拐してジャガーたちをおびき寄せたが、逆に負けを認め早々にふえ科メンバーに溶け込む。その後ガリ寮の202号室に、洗脳が解けた元そふとくり〜むのメンバーと共に住む。
ペイズリー柄沢（ペイズリー がらさわ）
元そふとくり〜むメンバーの一人。通称「ズリ沢」。テルミンの使い手で、テルミンを使うことによって時間の感覚を操ることができる能力を持つ。色黒で体が大きく、目の瞳がない。髪形はリーゼント。「か」「さ」「で」「ま」を「くゎ」「すゎ」「どぇ」「むぁ」と発音する。礼儀正しく常識的な性格だが、卵に好意的らしく卵の「みゅん☆」に顔を赤らめ反応する。ジャガー主催の敗者復活祭で優勝し、「まるまる一話出ずっぱり権」を獲得した。
ファ●ク･ユー･ユー･ファッ●ンファ●ク卵（ファ●ク･ユー･ユー･ファッ●ンファ●クらん）
元そふとくり〜むメンバーの一人。そふとくり〜む脱退組の紅一点。通称「卵ちゃん」。ハーモニック・パイプの使い手で、パイプを振り回す時に出る音で相手の平衡感覚を狂わせる能力を持つ。髪はピンク色。かなり直接的かつサディスティックな発言をするが、語尾の「みゅん☆」のおかげで何を言っても可愛く聞こえる。一人称はアチキ。
コブラひさし
元そふとくり〜むメンバーの一人。カズーの使い手で、自分以外の人間をヘリウムガスを吸った時のような声にする能力を持つ。まともに人と話せず目も合わせようとしないが、腹の中ではかなり人を罵倒している。ソフトクリームに似た帽子を被っているように見えるが、実は髪の毛。
しげみち
そふとくり〜むからの刺客。広島弁を話す。ヴィブラスラップの使い手で、背景に大きな目の模様を出現させる能力「目が怖い」を操るが、これといった攻撃手段はなく、非常に弱い。40歳で、折に触れて先輩風を吹かせようとする。ジグソーパズルのピースを思わせる特異な髪形をしていて、青ひげがとても濃い。
ジョン太夫とは犬猿の仲で、かるたのライバルでもある。
クサ・千里（クサ・せんり）
そふとくり〜むからの刺客。鼻笛の使い手。ジャガーの偽者に扮して登場する。シルエットはジャガーにそっくりだったが、実物は髪形ぐらいしか似ていない。語尾にしつこくクサをつける九州弁を話す。ごつく小さい体格をしていて臭い。
ジャガーからふえ仲間と認められ改心したが、結局は侮蔑された。能力は鼻がものすごくツーンとなる能力。
ニークライ違和夫（ニークライ いわお）
そふとくり〜むからの刺客。パイプオルガンの使い手。語尾に「ギャ」とつける癖があるが、口ぐせを間違えることがある。
ピヨ彦を誘拐して人質に取り、「曲を弾き終わると、ターゲットにされた人間はあらゆる動物に嫌われる」という能力でジャガーたちをまとめて罠にかけようとしたが、ハマーと高菜の精神攻撃に心が折れ、敗れた。
ジャガーたちに敗れた後は、キム公らに歓迎会を開いてもらうなど、そふとくり〜む脱退組と打ち解けているようである。
コペポーダ鯨井（コペポーダ くじらい）
そふとくり〜むからの刺客。ヴァイオリンの使い手。台詞の中の「ドレミファソラシ」が片仮名になっている。
能力は「モービー・ディック」という名のクジラを具現化し、それが相手を吸い込んで能力を自分の物にするというもの。なぜクジラなのかという質問には「バイオリンの弓には鯨のヒゲが使われているから」と答えていたが、本人のものには使われていない。これによりジャガーのたてぶえマンを奪うが、間池留に体の中に入られそうになり、戦意喪失し敗北。

### その他の登場人物
テクニシャンさん
声 - FROGMAN（アニメDVD）
ジャガーの行きつけである東洋太平洋カット＆パーマチャンピオンの店「順子」の美容師（下北沢にモデルとなった美容院がある）。通称「テクさん」。理容後には必ずひげがはえているが、実は顔をぬらして客の髪を切りながら自分の顔に付着させるという高度なテクニックを用いている。非常に涙もろい。
ミスパンティストッキング
声 - 亜沙
「順子」に勤めるホステス風の女性。いつもタバコをふかしており、テクニシャンさん同様涙もろい。ビリーの姉に酷似しているが詳細は不明。
ヘモグロビン伊藤（ヘモグロビン いとう）
「順子」のメイクアップアーティスト。通称「ヘモさん」。メイク中に小声で禁句を連発する。ジャガーとは長いこと会って無く、最後にあったのは「かくれんぼをしていてジャガーが飽きて勝手に帰ってから」という。
有希（ゆき）
下山美術短期大学の油絵科に通う19歳の女性。不良に絡まれているところを助けられたハマーに片思いするが、徐々に妄想が広がり、その妄想した姿とソルボンヌ・ソリマチ・ゴダードの姿が酷似していたため、交際することになる。
ソルボンヌ・ソリマチ・ゴダード
日本語をほとんど話せない外国人。ジャガーに頼まれ、有希に絡む不良を演じようとするが、成り行きで有希と交際することになる。
万一京（まん いっけい）
一流音大を目指すリコーダー吹き。ジャガーが気になり、ガリプロの学校見学会に来る。しかしそこでジャガーの意味不明な演奏を見て、あこがれていたことに恥ずかしくなり、元のように音大生を目指す。高幡不動のプロトタイプ。
桃山まみ子（ももやま まみこ）
オーディションで本人が気に入った子供と共演する10分番組「Oh! ウルトラママン」の主演女優。眠都とジャガーを気に入り、すぐさま2人を出演させた。
セーヌ平松（セーヌ ひらまつ）
声 - FROGMAN
「Oh!ウルトラママン」の監督。神経質な性格。眠都の脅しに負け2人を番組に出したが、顔を映さないよう編集したため、眠都に電流を流された。
その後もちょくちょく登場しているが、そのたびにジャガーや高菜が原因としたトラブルでひどい目にあっている。
影千代（かげちよ）
演 - 板尾創路
ハマーのアレクサンダー流忍者学園時代の先輩で、ハマーを使い走りにしていた。スパイに憧れていたが、生活のためIT関連企業の社長になっている。妻の美鈴は美人で、ハマーにストーキングされた。ハマーの回想で、かっこつけてサングラスかけてそのせいで（影千代の）先輩に大けがをさせたことが判明。また、ハマーもかっこつけてサングラスかけてそのせいで仲間が大けがを負いそうになり、それを助けたため大けがをおった。
顔は『忍者ハットリくん』に登場するケムマキケムゾウそのもの。
また、実写版で板尾創路が演じているが、特典映像にて「三太夫となぎら健壱以上」と言われるほど酷似している。
伴惰韻（ばん だいん）
気功師であり「ダイン式宇宙気功極意の光生体エネルギー開発アカデミー」の代表。霊能者も兼ねており、本人曰く気功も除霊も同じようなものらしい。
196笛で130話ぶりに登場した（しかし91笛で1コマだけ登場している）。効果音は「ダイ〜ン」（初登場時は「バァーンダイ〜ン」）。
ユニ
テーマパークを装った悪徳ペットショップ「ユニバーサんのわんわんスタジオジャパン」の受付嬢。無愛想で老けた顔つきをしている。パークの入場料は1人1600円。
クレイジー犬（クレイジー けん）
「ユニバーサんのわんわんスタジオジャパン」店長。ユニの夫。妻を気安く呼ぶと怒る。犬と称して雑種の犬や猫、ハムスター、死んだエビなどを高額で売りつけようとするが、ジャガーとピヨ彦に出会い改心した。名前の通り、犬のような顔つきをしている。名前の由来はクレイジーケンバンド。
ションボ〜リ山本（ションボ〜リ やまもと）
第76笛のあらすじ紹介で「奇妙なあらすじ案内人」として登場した人物。その後「なんかのさなぎ」で涙する場面にも登場する他、第200笛に司会者役で登場している。
つん子（つんこ）
大手レコード会社の大物音楽プロデューサー。才能ある者に近づくと絶叫しながら鼻血や鼻水、耳水を出す「つん子レーダー」でスターの卵を発掘する。
つん子レーダーはハマー・ザ・グレートに反応せず、ハマーに反応。どうすればハマーをプロデュースできるのか分からず戸惑っていたが、ジャガーの「ダメさを押し出す」という発想にレーダーが反応、「なんかのさなぎ」を共同でプロデュースした。その後もジャガーとは親交がある。つんく♂のパロディ。
無我野喬至（むがの きょうち）
毎年元日（ジャンプ連載時の回にあわせて）に「幸福セミナー」などといった怪しい講義を開いている、通称「愛の伝道師」。ジャガーたちは、毎年正月になぜかこのイベントに巻き込まれている。最初はまともな感じの人物だったが、回を重ねるごとに変人化して行く。2006年のイベントにて公共の場で全裸露出し、逮捕されるが、DJ.MUGANO名義での音楽活動や、「志ん宿の母の兄 ゴッドM」なる占い師としての活動によって復帰している。
謎の男（なぞのおとこ）
ギタリストトーナメント準決勝後に気を失ったピヨ彦の目を覚まさせた謎の男。トーナメント終了後も度々ジャガーたちの前に姿を表す。
登場する度にジャガーから何らかの報酬を受け取っているが、ジャガーは彼が何者であるかを知らない。
G子（じーこ）
CGで作られたアイドル。定期的にライブが行われており、ハマーが熱中している。以前は、ビリーも熱中していた。
やく○（やくまる）
ジャガーの友人であり、ピヨ彦のアルバイト先である「フラワーショップY」の経営者。通称「やっくん」。どこからどう見てもやくざの親分。
政（まさ）と伸（のぶ）
フラワーショップYの店員で、どこからどう見てもヤクザ。ジャガーを兄貴と慕う。アルバイトに入ったピヨ彦が、店頭で一本も売れたことのない花を売ることに成功し、以降はピヨ彦のことも慕うようになる。彼ら以外にも、複数の人物が花見の席に出てくる。
突吉込平（つっきち こむへい）
声 - うえだゆうじ
鳥取で活躍している若手芸人。「ツッコミ」に命を懸けている。作者のお気に入りキャラクター。「多分もう出番はない」と言われていたが、ドラマCD2には登場し、第360笛にて本編にも再登場。その際マネージャーがついていた。その後は、宴会やパーティーなどを盛り上げる派遣の芸人をしているらしい。
ガンニョムおじさん
「大きめロボ ガンニョム」の格好をしている中年男性の幽霊。生前ガンニョムのコスプレをした時、首の部分が思ったより細かったために窒息死したらしい。クリスマス・イヴの日に現れピヨ彦に説教をするが、最後に核心的なことを言おうとした瞬間に夜が明け、消滅した。
阿部長巳（あべ おさみ）
声 - 高塚正也
地元商店街の男性。筋金入りのマゾヒストで、我慢することに命を懸けている。一時は我慢のし過ぎで入院する羽目になり、我慢を我慢するように宣告されるが、生き甲斐である我慢を我慢できずに再び我慢を行うようになった。名前の由来はタレントのなべおさみ。
福本（ふくもと）
阿部と同じく地元商店街の男性。阿部と結託して「ガマン大会」を開催、賞品であるハワイ旅行を独占しようとした。大会では審判も務める。
山下肉男（やました にくお）
第200笛に「お〜いグルメだよ〜ん世界一決定戦」のジャガーの対戦相手として登場。ドレッシングに自信を持ち、市販のドレッシングを使用したジャガーと敢えて同じ料理を作り、ドレッシングの違いで勝負をする。しかしジャガーの使ったドレッシングが番組のスポンサーの商品「オシャレ汁」であったことから敗れた。
増戸台ロミオ（ますとだい ロミオ）
アレクサンダー流忍者学園時代のハマーの後輩。昔の少女マンガのようなキラキラした目が特徴的だが、性格はごくまとも。公園で応急処置の本（実際は「庭の」応急処置の本）を読んでいる女性の気を引こうとするハマーに無理矢理つきあわされる。最終的には彼とその女性が良い雰囲気になったようである。
横山・ジャン＝バティスト・まさお （よこやま・ジャン＝バティスト・まさお ）
自称ジャガー終生の好敵手。「たて笛世界大会」で優勝するほどの強者。炎の竜のような笛「サラマンドラ」を扱い、ジャガーの笛「おっぺしゃん3号」と勝負する。しかし、ジャガーとピヨ彦の友情パワーの前に破れ、「サラマンドラ」もジャガーに奪われてしまう。
畔寒痼（はんさむしこり）
有名ブランド『TAKAO YAMADA』のモデルオーディションにやって来たスタイリッシュな青年。自らのルックスに相当の自信を持っている。「ハンサメン」「ハンサミティ」など、「ハンサム」という単語を独特に活用させた表現をやたらと多用する。同じくオーディションを受けに来たハミィのスタイルのあり得なさに、非常に独特なポーズと擬音で衝撃を露にしていた。
高尾矢未（たかおやまだ）
有名ブランド『TAKAO YAMADA』のデザイナー。「凍狂おしゃれショー」のモデルオーディションを主催する。髪の左半分がストレート、右半分がアフロ。
ハミミ
ハミィの妹分として造られた、ハミィと同タイプの新型ロボット。正式名称は「最新型愛玩セキュリティロボHM-3000 TYPE-D」（ハミィは「TYPE-Aの試作機」であるらしい）。舌足らずな口調で喋るなど見た目は可愛いが、ハミィの攻撃を一切受け付けないなど、性能ではハミィを圧倒する。しかし、整体を受けて元気になったみるくのドロップキックには一発でKOされた。
畠山泰製（はたけやま たいせい）
常漏沢（ところざわ）出身の少年。中学生。歯裸熟に買い物に来たが慣れない都会の雰囲気にすっかり飲まれてしまい、自分を見失いかけていたところでジャガーに出会い、そのファッションセンスに感激。後述の「クレイジードラゴン渋井の店」で小遣い全額をつぎ込んでジャガーと同じ服を買った。
渋井（しぶい）
ジャガー御用達のブティック「クレイジードラゴン渋井の店」の店長。ジャガーとはファッションの感性が合うらしく、店で売っている服はすべてジャガーの普段着と同じ物。どう見ても同じデザインの服しか置いていないように見えるが、それぞれ名前がついており、一応種類は違うらしい。
ピーター
ポギーの立ち上げたお菓子会社の副社長。ポギーの右腕で、彼が会社を辞めるときには会社を任された。
似皆同顔流（にかいどう かおる）
将来を期待される刑事。「スッポンエキス」の異名を持つ。ただ、町中のほとんどの人が犯罪者に見えてしまうという悪いクセがある。

### 動物
ニャンピョウ
猫のような顔と鶏のような身体を持ち、羽根が生え、常に日本刀を携帯している謎の生き物。最初はジャガーの考えたキャラクターとして扱われていたが、のちに実在していたことが明らかになる。警戒心・戦闘力が非常に高く、そのため捕獲例・目撃例ともに少なく幻の珍獣とされている。実物は渋く、貫禄がある。日本に捕獲されてきたのも珍獣マニアに売られた妹を助けるためで、窓ガラスや捕獲用のケージ程度なら一瞬で斬り払う。
モンゴメリ
ビューティ田村の飼い犬。彼女の家が改装中であるため同居することになったのだが、飼い主に全く懐いていない。犬種はチワワであるが、目つきが飼い主にそっくりであり、チワワとは思えないほど獰猛で強い。体つきも筋骨隆々としたものになり、ピヨ彦やハマーを畏怖させた。性格も非常に悪く、散歩中に出会った男性の手を舐めるや否や唾をかけた後、水溜りの水で口を洗ったりしている。
クヤシス
とても小さく、両生類に近いといわれている生物。走るための無数の短い足と餌にしがみつくための4つの長い足をもっている。短い足で走ると相当な速さで走れるが、長い足が邪魔で実際はアブラムシくらいの速さでしか動けない。そのため天敵によく狙われ、絶滅寸前であるという、悲しい生態である。エサは主にミミズやナメクジ、調子がよければセミやカエルも食べるとされている。涙を流しながら「イヒッヒヒヒ」と鳴く鳴き声はまるで、悲しみを抑えるために必死で笑っているように見えることから「クヤシスの笑い泣き」と呼ばれている。食べると苦いらしい。
ジャガー主催の敗者復活祭のポスターにてジャガーが描いたと思われるイラストで初登場。303笛で2匹がジャガーに保護されるが、1匹はもう1匹を捕獲しているときにジャガーの手の平で圧死し、もう1匹は「餌として」クヤシスに与えたカエルに食べられてしまった。

### 劇中作品・番外編の登場人物
ミッキキマス太郎
ミッキーマウス、とっとこハム太郎、ドラえもんのパロディ。セガールの帽子やビューティー田村の服にプリントされている。
マス太郎メインの話が「見聞きする!マス太郎」として224笛に掲載された。人間より大きく、人語を解するハムスターで、ナス太郎のペット。巨体と充血した目を駆使した威圧感で相手を圧倒し、飼い主にも容赦しない。また310笛でも「おおきいネズミだ!マス太郎」としてメインの話が掲載。
あおすじ吾郎（あおすじ ごろう）
そい・そーす順平作の漫画「カリスマ整体師 あおすじ吾郎」の主人公。元高校球児の整体師。同じく元高校球児で、吾郎に整体を教えた貴一・シュナイダー（きいち・シュナイダー）とは友人でありライバルでもあったが、ささいな出来事から険悪な関係となり、闘うことになる。この内容が掲載された話は死ぬほど人気が無かったらしい（意図的に絵柄、内容共に破綻させて描かれている）が、作者は「こういう事をやらせて貰える漫画家で本当に良かった」と会心のコメントを残している。
また、「作り手側の人たちには非常に好評でした」ともコメントしており、少年ジャンプ+で行われた作者の画業20周年企画では、島袋光年と空知英秋が好きなエピソードとして本話を挙げている。
野地じい（のじじい）
「Oh! ウルトラママン」の後番組「ちょいワルウルトラのじじい」の主人公。本名は野地ひできみち。「野地じい」は会社でのあだ名。ダメ商事の社員。唯一のとりえは腕が長いこと。その腕の長さを買われて入社したらしいが、仕事はできず、冴えない万年平社員。52歳で、離婚経験がある。趣味は化石集め。「ダメ社員変身プロジェクト」というテレビ番組の企画によって「ちょいワルウルトラのじじい」として生まれ変わり、ダメ商事のちょいワルNo.1として人気者ともなることができた。
ウルトラのじじいはジャンプフェスタの会場の人々が、アイデアを出して作ったキャラクターである。

### ジュン市の家族
間池留（マイケル）
声 - うえだゆうじ
ジャガーの育ての父。どう見ても白人の外国人で、片言で話すが、ジャガーは「漢字だから日本人だ」と言い張っている。
出張のために乗った飛行機が事故を起こし、その後遺症で体が透けるようになった。地に足を着かず浮遊したり、壁をすり抜けたり、お経や塩をまかれて蒸発（成仏）しかけたり、天井の染みになったりと、明らかに幽霊であるが、ジャガーや本人は既に死んで幽霊であることを認めようとしない。
以前はホテルリバーサイド研究所（通称そふとくり〜む）の研究員であったが、組織の方針に反発し、施設で特殊教育を受けていた子供たちを全員逃がす。その際、一番小さかったジャガーを引き取り育てていたらしい。その後天国からのお迎えが来て、ジャガーに本当の誕生日と現在の年齢を教えた（7月7日に20歳になった）後、天国に旅立った。その時、自分が死んでいることをサラッと言い、ジャガーもサラッと受け入れた。
だが、漫画では度々お茶を飲むなど本当に死んでいるのかよくわからない部分もある。
ママン
声 - 亜沙
間池留の妻で、ジャガーを育てた。昔の少女漫画のように目がキラキラしている。
「ジャガーさんのお母さんをマンガに出してください」との読者の要望に対し、作者は「イヤです」と答えている。
ジャガージュン吉
ジャガーの実の父親。そふとくりーむの創始者であり最強の能力者。エアギターやエアドラムなど“エア”の使い手で、つまり何もないのにあると思わせる能力である。思い込みで人を自由に操れると思っていたが、ジャガーには通用しなかった。かなり臆病。
ジュン君
ジャガーの実の高祖父。類人猿でありながら「こんにちは」など5つの単語を喋り、人語を解するなど高い知能を持つ。
マリア
ジャガーの実の高祖母。人間でありながら、類人猿のジュン君と結ばれ、ジュン次を産んだ。
ジュン次
ジャガーの実の曾祖父。人間と類人猿のハーフ。
よし江
ジャガーの実の曾祖母。ジュン次と結ばれ、ジュン助を産んだ。
ジュン助
ジャガーの実の祖父。人間を凌ぐほどの知能を持つが、人間に襲い掛かって怪我をさせたため射殺された。
ハナ子
ジャガーの実の祖母。猿でありながら、ジュン助との間にジャガージュン吉を産んだ。ジュン助は人間の女性と結婚していたため、正式な結婚はしていない。
順子
ジャガーの実の母。政財界を牛耳る大物の娘として生まれ、動物の調教師となる。人間でありながらジャガージュン吉と結婚したため、マスコミの好奇の目にさらされ、取材に訪れた報道陣のマイクにより27歳で圧死した。
| ジュン | ジュン | ジュン | ジュン | ジュン   | ジュン   |          |          | マリア   | マリア   | マリア   | マリア   | マリア   | マリア   |        |        |                |                |                |                |                |                |  |  |
| ジュン | ジュン | ジュン | ジュン | ジュン   | ジュン   |          |          | マリア   | マリア   | マリア   | マリア   | マリア   | マリア   |        |        |                |                |                |                |                |                |  |  |
|        |        |        |        |          |          |          |          |          |          |          |          |          |          |        |        |                |                |                |                |                |                |  |  |
|        |        |        |        | ジュン次 | ジュン次 | ジュン次 | ジュン次 | ジュン次 | ジュン次 |          |          | よし江   | よし江   | よし江 | よし江 | よし江         | よし江         |                |                |                |                |  |  |
|        |        |        |        | ジュン次 | ジュン次 | ジュン次 | ジュン次 | ジュン次 | ジュン次 |          |          | よし江   | よし江   | よし江 | よし江 | よし江         | よし江         |                |                |                |                |  |  |
|        |        |        |        |          |          |          |          |          |          |          |          |          |          |        |        |                |                |                |                |                |                |  |  |
| ハナ子 | ハナ子 | ハナ子 | ハナ子 | ハナ子   | ハナ子   |          |          | ジュン助 | ジュン助 | ジュン助 | ジュン助 | ジュン助 | ジュン助 |        |        | （人間の女性） | （人間の女性） | （人間の女性） | （人間の女性） | （人間の女性） | （人間の女性） |  |  |
| ハナ子 | ハナ子 | ハナ子 | ハナ子 | ハナ子   | ハナ子   |          |          | ジュン助 | ジュン助 | ジュン助 | ジュン助 | ジュン助 | ジュン助 |        |        | （人間の女性） | （人間の女性） | （人間の女性） | （人間の女性） | （人間の女性） | （人間の女性） |  |  |
|        |        |        |        |          |          |          |          |          |          |          |          |          |          |        |        |                |                |                |                |                |                |  |  |
|        |        |        |        | ジュン吉 | ジュン吉 | ジュン吉 | ジュン吉 | ジュン吉 | ジュン吉 |          |          | 順子     | 順子     | 順子   | 順子   | 順子           | 順子           |                |                |                |                |  |  |
|        |        |        |        | ジュン吉 | ジュン吉 | ジュン吉 | ジュン吉 | ジュン吉 | ジュン吉 |          |          | 順子     | 順子     | 順子   | 順子   | 順子           | 順子           |                |                |                |                |  |  |
|        |        |        |        |          |          |          |          |          |          |          |          |          |          |        |        |                |                |                |                |                |                |  |  |
|        |        |        |        |          |          |          |          | ジュン市 |          |          |          |          |          |        |        |                |                |                |                |                |                |  |  |

## その他
タイトルと挿絵は、読者やうすたの歴代担当、声優が描いていてバラエティーに富んでいる。『BLEACH』の久保帯人、『家庭教師ヒットマンREBORN!』の天野明、『太臓もて王サーガ』の大亜門といった週刊少年ジャンプの連載陣にもタイトルと挿絵を描いてもらったことがある。
2007年39号にて、『ギャグマンガ日和』の増田こうすけと互いの作品を一作描きあう企画を行った（過去に小畑健と澤井啓夫がお互いの連載作品を描きあう企画があったがこちらは発表済みの話を描き直すだけであった）。単行本では『ギャグマンガ日和』の9巻にうすた版日和があり、増田版ジャガーは『ジャガー』の単行本16巻に掲載された。
最終巻となった20巻では本誌掲載分とは別に想定していた幻の最終回のネームと読切作品『ポー』が掲載されている。

## ショルダータックルヤスザキマン
『週刊少年ジャンプ』2007年22・23号に掲載された読切作品。うすた京介の連載11周年を記念して製作された。ガリプロダクションシリーズ第1弾と位置づけられており、『ピューと吹く！ジャガー公式ファンブック ふえ科自由研究 〜君とつないだ手のぬくもりは何度かな？〜』に収録されている。
うすた京介にとって7年ぶりとなる新作読切作品である。力を得た代償として人間らしい暮らしを失ったヒーローの苦悩、ヒーローに怪人退治を押し付ける人類の利己主義、生きるため食事を摂っているだけにもかかわらずヒーローに殺戮される怪人の悲哀、といった要素を主に恋愛弱者のリアルな苦しみをテーマに描きつつも、多様なギャグが盛り込まれている。
同時掲載のコーナー『週刊!? ハミ通』第1号において、『セクシーコマンドー外伝 すごいよ!!マサルさん』の主人公「花中島マサル」、『武士沢レシーブ』の主人公「武士沢光沢」らとともに、本作の主人公「安崎みちひろ」はうすたファミリー入りを果たしたことが告知された。

## メディアミックス
2007年、『ジャンプ』26号にてガリプロダクション第2弾・第3弾企画として、DVDアニメ・実写映画化が同時発表された。実写版の主演は要潤。DVDアニメ版の製作は蛙男商会。実写版は2008年1月12日からアミューズCQNほかにて順次公開された。
その後、2009年1月10日からDVDアニメを元にしたアニメ映画が順次公開。アニメ映画公開にあわせてDVDアニメ新シリーズ『ピューと吹く!ジャガー リターン・オブ・約1年ぶり』が全3巻で発売された。

### DVDアニメ
ピューと吹くジャガー
- DVDアニメ第一弾。

ピューと吹く!ジャガー リターン・オブ・約1年ぶり
- アニメ映画公開にあわせて発売されたDVDアニメ第2弾。全3巻。

### 実写映画
- ピューと吹く!ジャガー THE MOVIE

### アニメ映画
- ピューと吹く!ジャガー 〜いま、吹きにゆきます〜

### ゲーム
いずれもコナミから発売。
- ピューと吹く!ジャガー 明日のジャンプ（2004年3月18日）
- ピューと吹く!ジャガー ビョーと出る!メガネくん（2004年4月29日）

以下は任天堂から発売。ジャガージュン市、ピヨ彦、ハマー、高菜、ハメ字郎、ポギー、ハミィが出演。
- ジャンプスーパースターズ（2005年8月8日）
- ジャンプアルティメットスターズ（2006年11月23日）

以下はバンダイナムコゲームスから発売。サポートキャラとして、ジャガージュン市が出演。
- ジェイスターズ ビクトリーバーサス（2014年3月19日〈PS3、PS Vita〉、2015年6月26日〈PS4・海外版〉）

以下はコナミデジタルエンタテインメントから配信。ジャガー ジュン市が出演。
- 週刊少年ジャンプ 実況ジャンジャンスタジアム（2018年8月2日）

以下はワンダープラネットから配信。ジャガージュン市、ハマーが参戦後、イベント「うすた京介先生特集 ピューと吹く!すごいよ武士沢編」にて、ピヨ彦、白川高菜、田中スーザンふ美子、ビリーたちが新キャラクターとして参戦。
- ジャンプチ ヒーローズ（2019年4月1日から参戦、12月25日イベント開催）